# Park Narodowy „Taganaj”
Park Narodowy „Taganaj” (ros. Национальный парк «Таганай», Nacyonalnyj park „Taganaj”) – park narodowy w Rosji, na Uralu Południowym, w zachodniej części obwodu czelabińskiego, w pobliżu północno-wschodniej granicy miasta Złatoust. Został utworzony 5 marca 1991 roku. Jego całkowita powierzchnia to 568 km², z czego 21% stanowi teren ścisłej ochrony. Na obszarze parku zachowały się w niemal nienaruszonym stanie cenne ekosystemy tundry górskiej i subalpejskich lasów reliktowych.
Od 2018 roku park stanowi rezerwat biosfery UNESCO pod nazwą Rezerwat Biosfery „Górski Ural”.

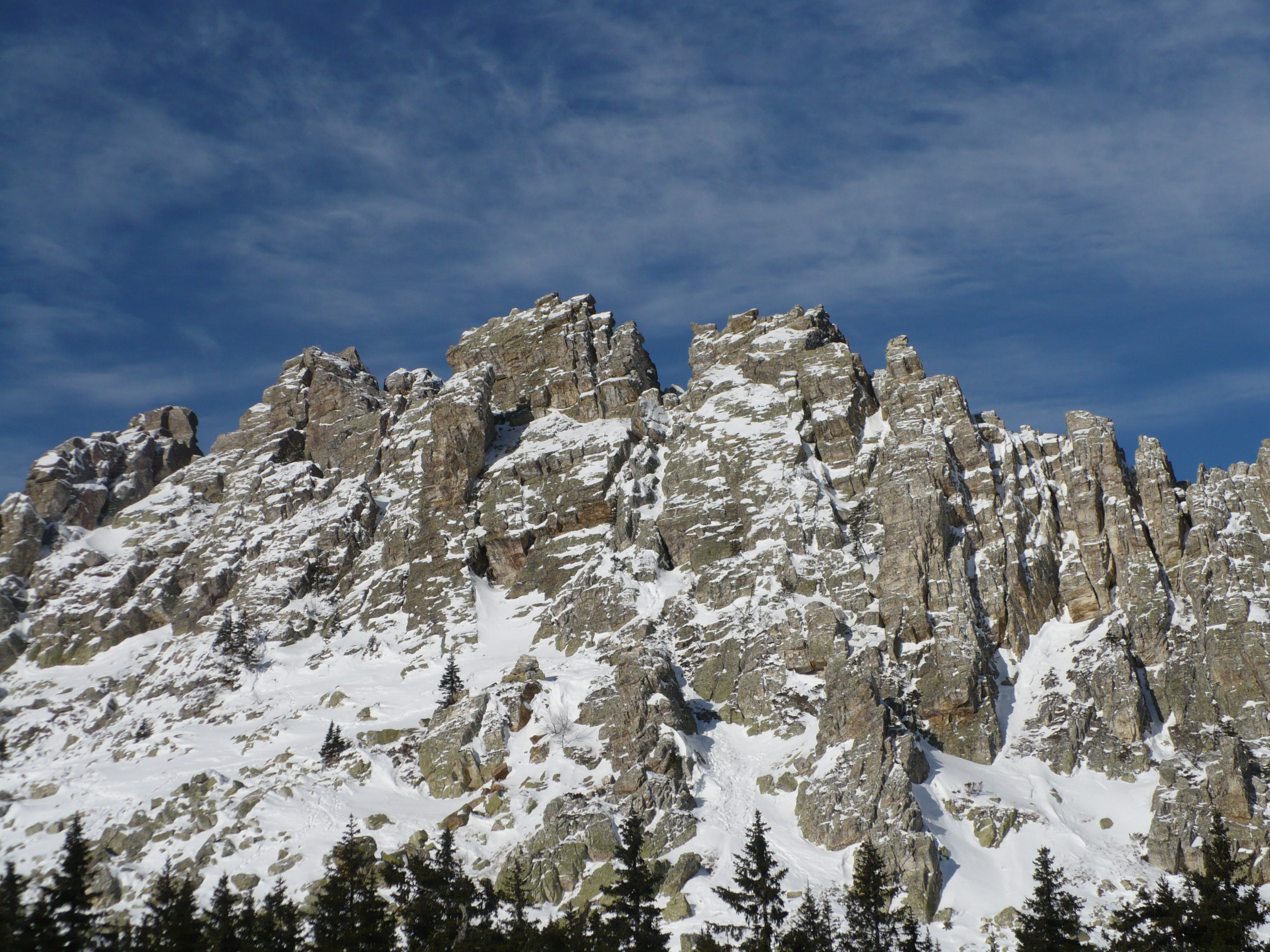
Formacje skalne na terenie parku sięgające wysokości 1155 metrów

## Fizjografia
Przez teren parku przebiega granica pomiędzy dwoma głównymi zlewniami w Rosji: europejską Wołgi wraz z dorzeczem Kamy i azjatycką zlewnią Obu z lewym dopływem, rzeką Irtysz. Park położony jest w granicach dwóch regionów klimatycznych, przez co na teren parku napływają zarówno masy powietrza znad Atlantyku, jak i Syberii Zachodniej. Roczna amplituda temperatury powietrza w tym rejonie jest bardzo wysoka, w najgorętsze dni lata temperatura sięga nawet 38 °C, natomiast w najchłodniejsze zimy dochodzi do -50 °C.

## Flora i fauna
Tereny parku narodowego w 93% pokrywają lasy. Od północy rozciąga się strefa lasów świerkowych i świerkowo-jodłowe ze świerkiem syberyjskim i jodłą syberyjską, które zajmują około 50% powierzchni wszystkich lasów, od środkowego wschodu rozciągają się głównie lasy z przewagą modrzewia i brzozy – głównie brzoza omszona, a także lasy sosnowe z sosną zwyczajną. Inne gatunki drzew takie jak lipa drobnolistna, klon zwyczajny czy wiąz górski stanowią niewielki odsetek ogólnej powierzchni lasów. Pozostałą część parku zajmują stepy górskie i wyżyny pokryte przez łąki subalpejskie i tundrę górską. Na tym niewielkim obszarze można zobaczyć unikalne sąsiedztwo środkowoeuropejskich gatunków roślin jak i gatunków pochodzących z Syberii Zachodniej, Syberii Środkowej i Syberii Wschodniej. Na całym terenie opisano dotychczas około 728 gatunków roślin, z czego aż 12% stanowią astrowate. Z całej populacji roślinnej 10 gatunków to endemity na obszarze Uralu (m.in.: zawilec uralski (Anemone uralensis), łyszczec uralski (Gypsophila uralensis), gnidosz uralski (Pedicularis uralensis)), a 46 gatunków to gatunki reliktowe. Wśród reliktów należy wymienić zespół gatunków plejstoceńskiego lasostepu brzozowo-sosno-modrzewiowego, który w okresie zlodowacenia znajdował się na skraju lądolodu.
Fauna parku reprezentowana jest przez około 198 gatunków zwierząt, w tym 130 gatunków ptaków, jak choćby sokół wędrowny, rybołów zwyczajny czy bielik zwyczajny. Na obszarze chronionym parku żyją co najmniej 52 gatunki ssaków, m.in. wilki, niedźwiedzie brunatne, rysie, dziki, łosie, bobry i piżmaki, 7 gatunków ryb, 6 gatunków gadów i 3 gatunki płazów.